# Treća Vlada Republike Hrvatske
Treća Vlada Republike Hrvatske je saziv Vlade Republike Hrvatske u periodu od 17. srpnja 1991. do 12. kolovoza 1992. Predsjednik Vlade bio je Franjo Gregurić. 

## Sastav
| Ime i prezime                | Funkcija                                                      | Vrijeme obnašanja dužnosti             |
| ---------------------------- | ------------------------------------------------------------- | -------------------------------------- |
| dr. sc. Franjo Gregurić      | predsjednik                                                   | 17. srpnja 1991. do 12. kolovoza 1992. |
| dr. sc. Mate Granić          | potpredsjednik                                                | od 31.07.1991.                         |
| dr. sc. Milan Ramljak        | potpredsjednik                                                |                                        |
| dr. sc. Zdravko Tomac        | potpredsjednik                                                | od 31.07.1991. do 26.06.1992.          |
| Jurica Pavelić               | potpredsjednik                                                | od 15.11.1991.                         |
| dr. sc. Enzo Tireli          | ministar energetike i industrije                              | od 02.08.1991. do 15.04.1992.          |
| dr. sc. Franjo Kajfež        | ministar energetike i industrije                              | od 15.04.1992.                         |
| dr. sc. Jozo Martinović      | ministar financija                                            | od 31.07.1991.                         |
| dr. sc. Stjepan Zdunić       | ministar gospodarskog razvitka                                | od 15.12.1991.                         |
| Branko Salaj                 | ministar informiranja                                         | od 27.08.1991.                         |
| dr. sc. Zdravko Sančević     | ministar iseljeništva                                         | od 02.12.1991.                         |
| Gojko Šušak                  | ministar iseljeništva                                         | od 02.08.1991. do 18.09.1991.          |
| Gojko Šušak                  | ministar obrane                                               | od 18.09.1991                          |
| Slavko Degoricija            | ministar obnove                                               | od 31.12.1991.                         |
| Luka Bebić                   | ministar obrane                                               | od 31.07.1991. do 18.09.1991.          |
| Ivan Tarnaj                  | ministar poljoprivrede, šumarstva i vodoprivrede              |                                        |
| dr. sc. Davorin Rudolf       | ministar pomorstva                                            | od 01.08.1991.                         |
| Bosiljko Mišetić             | ministar pravosuđa i uprave                                   | od 02.08.1991. do 14.05.1992.          |
| Ivan Milas                   | ministar pravosuđa                                            | od 08.06.1992.                         |
| dr. sc. Josip Božičević      | ministar prometa i veza                                       |                                        |
| akademik Vlatko Pavletić     | ministar prosvjete, kulture i športa                          | do 15.04.1992.                         |
| mr. sc. Vesna Girardi-Jurkić | ministrica prosvjete, kulture i športa                        | od 15.04.1992.                         |
| Bernardo Jurlina             | ministar rada, socijalne skrbi i obitelji                     | do 15.04.1992.                         |
| mr. sc. Josip Juras          | ministar rada, socijalne skrbi i obitelji                     | od 15.04.1992.                         |
| mr. sc. Petar Kriste         | ministar trgovine                                             | do 15.04.1992.                         |
| mr. sc. Branko Mikša         | ministar trgovine                                             | od 15.04.1992.                         |
| Anton Marčelo Popović        | ministar turizma                                              | od 16.09.1991.                         |
| Ivan Vekić                   | ministar unutarnjih poslova                                   | do 15.04.1992.                         |
| Ivan Jarnjak                 | ministar unutarnjih poslova                                   | od 15.04.1992.                         |
| dr. sc. Zvonimir Šeparović   | ministar vanjskih poslova                                     | do 27.05.1992.                         |
| dr. sc. Zdenko Škrabalo      | ministar vanjskih poslova                                     | od 09.06.1992.                         |
| dr. sc. Ivan Cifrić          | ministar zaštite okoliša, prostornog uređenja i graditeljstva | od 02.08.1991. do 12.08.1992.          |
| dr. sc. Andrija Hebrang      | ministar zdravstva                                            |                                        |
| dr. sc. Osman Muftić         | ministar znanosti, tehnologije i informatike                  | do 31.07.1991.                         |
| dr. sc. Ante Čović           | ministar znanosti, tehnologije i informatike                  | od 31.07.1991. do 15.04.1992.          |
| dr. sc. Jure Radić           | ministar znanosti, tehnologije i informatike                  |                                        |
| Darko Čargonja               | ministar u Vladi                                              | od 15.04.1992.                         |
| dr. sc. Ivan Cesar           | ministar u Vladi                                              | od 02.08.1991. do 03.06.1992.          |
| dr. sc. Stjepan Zdunić       | ministar u Vladi                                              | od 31.08.1991. do 14.12.1991.          |
| dr. sc. Vladimir Veselica    | ministar u Vladi                                              | od 31.07.1991.                         |
| dr. sc. Zvonimir Baletić     | ministar u Vladi                                              | od 02.08.1991.                         |
| Dražen Budiša                | ministar u Vladi                                              | od 31.07.1991. do 20.02.1992.          |
| Ivica Crnić                  | ministar u Vladi                                              | od 15.04.1992.                         |
| mr. sc. Mladen Vedriš        | ministar u Vladi                                              | od 15.04.1992.                         |
| Muhamed Zulić                | ministar bez lisnice                                          | od 31.07.1991. do 12.08.1992.          |
| Slavko Degoricija            | ministar u Vladi                                              | do 31.07.1991.                         |
| Živko Juzbašić               | ministar u Vladi                                              | od 31.07.1991.                         |
| Gordan Radin                 | tajnik Vlade                                                  | od 03.09.1991.                         |

## Poveznice
- Vlada Republike Hrvatske
- Popis hrvatskih predsjednika Vlade
- Predsjednik Vlade Republike Hrvatske

## Vanjske poveznice
- Kronologije Vlade RH  Arhivirana inačica izvorne stranice od 1. srpnja 2007. (Wayback Machine)
- Vlada RH  Arhivirana inačica izvorne stranice od 27. rujna 2007. (Wayback Machine)